# Robert H. Frank
Robert Harris Frank (ur. 1945) – amerykański matematyk, statystyk i profesor ekonomii w Samuel Curtis Johnson Graduate School of Management na Uniwersytecie Cornella.

## Życiorys
Stały autor esejów ekonomicznych w „New York Timesie”. Ma za sobą szereg publikacji w uznanych czasopismach ekonomicznych („American Economic Review”, „Econometrica”, „Journal of Political Economy”), jest też autorem lub współautorem ponad 10 książek (w tym „Principles of Economics”, napisanej wspólnie z Benem Bernanke’em, szefem Rezerwy Federalnej w kryzysowych latach 2006-14). W Polsce ukazały się jego książki: „Mikroekonomia, jakiej jeszcze nie było” (2007), „Dlaczego piloci kamikadze zakładali hełmy? Czyli ekonomia bez tajemnic” (2009) oraz „Społeczeństwo, w którym zwycięzca bierze wszystko. Dlaczego garstka najbogatszych posiada o wiele więcej niż reszta z nas” (2017).
W 2018 r. nakładem PWN ukaże się kolejna książka Franka: „Sukces i szczęście”.
Był gościem krakowskiego Copernicus Festival w 2018 r.

## Publikacje książkowe
- Choosing the Right Pond: Human Behavior and the Quest for Status. New York: Oxford University Press 1985
- Passions Within Reason: The Strategic Role of Emotions. New York: W.W. Norton 1988
- (współautor Philip J. Cook): The Winner-Take-All Society. New York: Martin Kessler Books at The Free Press 1995
- (współautor Philip J. Cook): The winner-take-all society: why the few at the top get so much more than the rest of us.New York: Penguin Books (1995) ISBN 0-14-025995-3
- Luxury Fever: Money and Happiness in an Era of Excess. Princeton: Princeton University Press 2000
- What Price the Moral High Ground? Ethical Dilemmas in Competitive Environments. Princeton: Princeton University Press 2004
- Microeconomics and Behavior. 6th ed. New York: McGraw-Hill 2005
- (współautor Ben Bernanke): Principles of Economics. New York: McGraw-Hill (2003) ISBN 0-07-121459-3
- (współautor Ben Bernanke): Principles of Macroeconomics. New York: McGraw-Hill (2006) ISBN 0-07-319397-6
- The Economic Naturalist: In Search of Solutions to Everyday Enigmas. New York: Basic Books 2007
- Falling Behind: How Rising Inequality Harms the Middle Class. Berkeley: University of California Press 2007
- The Return of the Economic Naturalist. How Economics Helps Make Sense of Your World. Virgin Books, London 2009 ISBN 978-0-7535-1966-0
- The Darwin Economy: Liberty, Competition, and the Common Good. Princeton: Princeton University Press (2011) ISBN 0-691-15319-1
- Success and Luck: Good Fortune and the Myth of Meritocracy. 2016